# 9637 Perryrose
9637 Perryrose eller 1994 PJ2 är en asteroid i huvudbältet som upptäcktes 9 augusti 1994 av Palomar-observatoriet. Den är uppkallad efter Perry J. Rose.
Asteroiden har en diameter på ungefär 3 kilometer.